# 西藏毛腿沙鸡
西藏毛腿沙鸡（学名：Syrrhaptes tibetanus）为沙鸡科毛腿沙鸡属的鸟类，俗名沙鸡。分布于印度、巴基斯坦、帕米尔以及中国大陆的青海湖、新疆、四川、西藏等地，多栖息于荒漠草原以及高山草原。该物种的模式产地在克什米尔东部地区。